# Lygistopterus anorachilus
Lygistopterus anorachilus es una especie de escarabajo de alas de red perteneciente a la familia Lycidae. Tiene caracateristicas mus similares a la Lygistopterus sanguineus y con frecuencia se confunden.

## Distribución
L anorachilus está presente en Europa, norte de África y Asia. Son escarabajos que abundan en los bordes de bosques húmedos y sombreados.

## Descripción
Son escarabajos de cuerpo delgado, casi cilíndrico, de lados paralelos con tergos torácicos ligeramente más anchos que los tergos abdominales, excepto cuando las placas de los espiráculos están extendidas. Su cutícula es finamente alveolada particularmente en las regiones periféricas de la cabeza y tergos torácico-abdominales y también ventralmente.
El segmento dorsal tiene una pequeña mancha naranja redondeada en las esquinas apicales mientras que su segmento abdominal es basalmente negro durante aproximadamente el primer tercio/mitad de la longitud y de color naranja amarillento brillante en la parte central-apical, con el negro que sobresale medialmente en un pequeño lóbulo o cuña.